# Эмерсон, Эрнест Аллен
Эрнест Аллен Эмерсон (англ. Ernest Allen Emerson; 2 июня 1954, Даллас, США — 15 октября 2024) — американский учёный в области теории вычислительных систем, лауреат премии Тьюринга. Был профессором информатики в университете Техаса.

## Биография
Эмерсон получил степень бакалавра по математике в Техасском университете в Остине в 1976 году и степень доктора философии в области прикладной математики в Гарвардском университете в 1981 году.
Награждён в 2007 году вместе со своим научным руководителем Эдмундом Кларком и Иосифом Сифакисом премией Тьюринга за вклад в развитие теории проверки моделей.
Умер 15 октября 2024 года в возрасте 70 лет.

## Награды
- 1998 — Paris Kanellakis Award (ACM)[5]
- 1999 — Allen Newell Award (факультет информатики университета Карнеги — Меллон)[6]
- 2006 — Test-of-Time Award (IEEE)[7]
- 2007 — Премия Тьюринга вместе с Кларком и Сифакисом за их роль в развитии проверки моделей — высоко эффективную технику верификации программ, широко применяемую при разработке как программного так и аппаратного обеспечения[8][9]